# Walter Wislicenus
Walter Friedrich Wislicenus (Halberstadt, 5 de novembro de 1859 — 3 de outubro de 1905) foi um astrônomo alemão.
Lecionou na Universidade de Estrasburgo a partir de 1888, tornando-se professor em 1897, onde permaneceu até morrer. Conhecido por suas aulas fora da academia que atraíram muitos não-cientistas, e por suas publicações para o público interessado.

## Biografia
Nasceu em Halberstadt, filho de um pregador, e sonhinho de Gustav Adolf Wislicenus, fundador do "movimento religioso livre" na Alemanha.
Após uma ano de estudos em Leipzig decidiu ir para Estrasburgo em 1880. onde um novo observatório estava para ser inaugurado. Em 1882 juntou-se à expedição para observar o trânsito de Vênus em Bahía Blanca como assistente. Em 1883 começou a trabalhar no Observatório de Estrasburgo. Foi o principal observador para o catálogo das estrelas do sul, criado entre 1884 e 1888. Obteve o doutorado em 1886, com trabalhos sobre o período de rotação de Marte.
Uma cratera Wislicenus em Marte e o asteroide 4588 Wislicenus são nomeados em sua homenagem.